# Giannis Dimakopoulos
Ioannis Dimakopoulos (Patras; 7 de noviembre de 1994) más conocido como Giannis Dimakopoulos es un jugador de baloncesto con nacionalidad griega. Con 2,18 metros de altura juega en la posición de pívot. Actualmente forma parte de la plantilla del Albacete Basket de la Liga LEB Oro.

## Trayectoria
Dimakopoulos comenzó a jugar baloncesto en las categorías inferiores del Panathinaikos BC, con el que disputó el Torneo Jordan Brand Classic International Game en 2010.
Más tarde, Dimakopoulos se marchó a Estados Unidos para ingresar en la Cathedral High School, de Los Ángeles en California, donde también jugó baloncesto en la escuela secundaria. Mientras estaba en Cathedral High, fue nominado a McDonald's All-American en 2013.
En 2013, Dimakopoulos ingresó en la Universidad de California en Irvine, donde jugó durante cuatro años en la División I de la NCAA con los UC Irvine Anteaters, desde 2013 a 2017, donde promedió 10.9 puntos y 4.1 rebotes por encuentro. Fue nombrado para el Segundo Equipo de la Conferencia All-Big West en 2017. 
Tras no ser drafteado en 2017, regresa a Grecia y se enrola en el Panionios de la A1 Ethniki. 
El 7 de septiembre de 2017, Dimakopoulos firmó con el club griego Kolossos Rodou BC, pero dos semanas después, fue liberado del club por razones personales.
En la temporada 2017-28, Giannis llegó a España para jugar en las filas del filial del Fundación Baskonia de Liga LEB Plata. Sus números fueron 5,8 puntos de media y 6,9 de valoración en casi 19 minutos de juego.
En la temporada siguiente, regresa a Grecia para jugar en el Apollon Patras.
En la temporada 2019-20, juega en el AEL Limassol BC de la Primera División de baloncesto de Chipre.
El 23 de diciembre de 2020, firmó con Aris Leeuwarden de la Liga Holandesa de Baloncesto (DBL). En la temporada 2020-21, aportó 11.2 puntos y 7.5 rebotes en casi 22 minutos de juego por encuentro
El 25 de agosto de 2021, firma por el CB Almansa de la LEB Oro.
El 25 de agosto de 2022, firma por el MBK Baník Handlová de la Slovakian Extraliga.
El 1 de octubre de 202, firma por el UBSC Raiffeisen Graz de la Admiral Basketball Bundesliga.
El 2 de enero de 2023, firma por el Albacete Basket de la Liga LEB Oro.